# Monastère de Gottstatt
Le monastère de Gottstatt (Locus Dei, en latin) est un ancien couvent des Prémontrés, situé dans la commune d'Orpond, dans le canton de Berne, en Suisse.

## Histoire

### Possession de la famille de Neuchâtel-Nidau

#### Création et tutelle de l'abbaye Bellelay
En 1247, le comte Rodolphe Ier de Neuchâtel-Nidau fait don aux Prémontrés du lieu-dit Stadholz, rebaptisé Locus Dei, afin de créer une filiale de l'abbaye de Weissenau (Souabe). Le choix de la maison-mère se justifie par le fait que la future abbaye doit se trouver en pays germanophone, mais la distance est trop importante, entre les deux couvents, pour que le nouvel établissement puisse être efficacement soutenu par l'abbaye de Weissenau et la tentative de création se solde par un échec. Le monastère de Gottstatt  est finalement créé, en 1255, au lieu-dit Stadowe, sur un méandre de la Thielle, devenu, depuis, le canal de Nidau-Büren. C'est un couvent familial de la famille de Nidau, qui en possède l'avouerie. Les comtes de Neuchâtel-Nidau y sont inhumés, ainsi que des citoyens des villes environnantes de Bienne, Büren, Soleure et Berne, au cours des XIIIe et XIVe siècles. Le comte Rodolphe Ier de Neuchâtel-Nidau ne lui attribue aucune terre, mais lui confie, dès 1248, les droits de patronage des églises de Chapelle et Bürglen (actuellement Aegerten). En 1255, il y ajoute les droits d'eau d'Orpond à Meienried. Sa sœur, la comtesse Gertrude de Toggenburg, fait don au monastère de deux biens à Perles.  Les premiers chanoines s'installent vers 1260, venant de la maison-mère de Bellelay. L'évêque de Lausanne confirme, en novembre 1270, l'attribution des droits de patronage sur Chapelle, Bürglen et
Büttenberg,.

#### Tutelle de l'abbaye du Lac de Joux
En 1279, l'abbaye passe sous la tutelle de celle du lac de Joux, et l'abbé de Gottstatt doit reconnaître, en présence de son homologue de l'abbaye du lac de Joux, l'attribution, au chevalier Rodolphe de Balm et à son épouse Rudenta, des droits de patronage sur l'église de Büttenberg. Le couple a, par ailleurs, l'obligation, en cas de vacance, de proposer un membre de l'abbaye comme candidat à l'évêque. En 1289, c'est le comte Rodolphe II de Neuchâtel-Nidau qui certifie que le chevalier Henri de Jegenstorf a fait don au monastère des droits de patronage sur l'église de Sutz. La construction du monastère se poursuit dans les années 1290. Le 19 mai 1295, l'évêque Guillaume de Lausanne accorde une indulgence de quarante jours à ceux qui visitent l'abbaye, lui consacrent une dédicace ou font un don pour la construction des bâtiments conventuels (ad edificium dictorum religiosorum opem dederint corporalem). À cette occasion, il indique que l'abbé et le monastère :

« ont commencé un travail utile, nécessaire, mais aussi rentable, »

Le 23 juillet 1300, l'évêque de Lausanne confirme la cession au monastère des droits de patronage de l'église de Sutz et demande qu'en cas de vacance, un prêtre séculier ou un chanoine (secularis vel regularis) de Gottstatt lui soit proposé, tout en le réduisant cependant à la portio congrua. En conséquence, le 3 avril 1304, il nomme, après la démission du titulaire, le chanoine Gillinus comme curé de Sutz. Le 12 août 1305, le comte Rodolphe II de Neuchâtel-Nidau transfère au monastère les droits de patronage de l'église de Mâche. L'année suivante, le 1er juin 1306, l'évêque Gérard et le chapitre de la cathédrale de Lausanne confirment cette donation et autorisent le monastère à présenter un chanoine (regularis) comme candidat, en cas de vacance de la cure, candidat cependant réduit à la portio congrua.

Le 4 juin 1309, le même évêque Gérard autorise l'abbaye à accorder à ceux qui assistent aux sermons, lors des grandes fêtes religieuses, une indulgence de quarante jours. Le 23 août de cette année, le comte Rodolphe II de Neuchâtel-Nidau meurt. Il est enterré à Gottstatt. À la fin de l'année 1314, le 24 novembre, une indulgence de quarante jours est accordée, à nouveau, par les vicaires généraux des diocèses de Constance et de Lausanne, à ceux qui financent 

« les vastes bâtiments déjà commencés de l'église de Gottstatt. »

 Deux évêques titulaires accordent la même indulgence au début de l'année 1315, le 30 mars. La construction de l'abbaye n'est toujours pas achevée, au début du XIVe siècle. On trouve, par ailleurs, des tailleurs de pierre (lapicide) parmi les prébendiers : en 1326, Aymo (Aymo latomus) et son épouse Elisabeth, citoyens de Büren,,, et en 1343, Burkhard d'Altreu et son fils Jean. En 1327 ou 1328, Rodolphe III de Neuchâtel-Nidau accorde, en tant que fondateur et bailli (fundator et gubernator), à l'abbaye, les droits perpétuels sur les meules produites dans la carrière comtale d'Anet, pour les moulins de l'abbaye. Le 6 juin 1335, il donne son accord pour l'achat, par l'abbaye, au comte Imer de Strassberg, des droits d'avouerie de l'église de Dotzingen. L'incorporation sera effectuée, par l'évêque de Constance Ulrich Pfefferhard, le 14 mars 1349.

Le 18 octobre 1345, l'église du cloître de Gottstatt, avec trois autels (ecclesia Loci Dei, ejusdem Premonstratensis ordinis, cum tribus altaribus in eadem ecclesia Loci Dei constitutis) est consacrée par le Prémontré Henri, évêque titulaire d'Anavarza. En cette occasion, une indulgence de quarante jours est accordée et la fête annuelle est fixée à la saint Luc (18 octobre) et aux deux jours suivants. A sa majorité, le comte Rodolphe IV de Neuchâtel-Nidau vend au monastère, le 21 janvier 1351, pour la somme de 600 florins, une ferme à Savagnier et un moulin à Mâche. Le 29 du même mois, il confirme les droits, accordés par son père, sur les meules extraites de la carrière d'Anet. Le 1er janvier 1357, suivant l'exemple de ses prédécesseurs, qui :

« avaient planté les semis du monastère de Gottstatt »

 il accorde au monastère les droits de patronage de l'église de Choufaille. Le 15 avril 1368, il y ajoute, par son testament, ceux des églises de Saulcy et Arch.

### Après les Neuchâtel-Nidau
Le comte Rodolphe IV de Neuchâtel-Nidau est tué d'un coup de feu en défendant la petite ville de Büren, le 8 décembre 1375, contre les Gugler. Une partie de ceux-ci, sous les ordres du capitaine Jean de Vienne s'installent à Gottstatt et ravagent l'abbaye. Les Gugler sont anéantis, à Noël 1375, à Anet et Fraubrunnen, mais l'abbaye est en ruines et le dernier comte de Neuchâtel-Nidau ne peut y être enterré. Il est inhumé à la collégiale de Neuchâtel, dans le tombeau familial créé en 1372,,,,. Rodolphe IV de Neuchâtel-Nidau meurt sans enfants et, avec lui, s'éteint la famille de Nidau. Ses possessions reviennent à ses sœurs, Anna, veuve du comte Hartmann III de Kibourg-Berthoud, et Verena, épouse du comte Simon II de Tierstein-Farnsburg. Ce sont les Kibourg-Berthoud qui sont, désormais, les suzerains de Gottstatt. À ce titre, le 8 mars 1380, Anna de Nidau, comtesse de Kibourg, et son fils, Rodolphe III de Kibourg-Berthoud, prennent sous leur protection frère Ulric Gartner, moine de Gottstatt, qui doit devenir curé d'Arch. À la fin de ce mois, le 27 mars, ce dernier reçoit, de l'abbé Jean et du couvent de Gottstatt, l'autorisation  de résider à vie à Arch. C'est la première fois qu'un moine reçoit l'autorisation expresse de ne pas résider à l'abbaye. Entretemps, en 1379, les Kibourg-Berthoud gagent la suzeraineté sur l'abbaye au duc Léopold III de Habsbourg-Autriche. Ce dernier accorde, au début de 1385, sa protection au monastère et le confirme dans ses droits et libertés.
En 1388, le duc est tué à la bataille de Sempach et les Bernois s'emparent de Nidau, en 1388, après un long siège. L'abbaye passe alors sous la tutelle de Berne. La première mention de leur implication dans le fonctionnement de l'abbaye remonte à la fin de l'année 1398, lorsque l'abbé Pierre et le couvent, réunis en chapitre, acceptent une fondation créée par le frère Ulric Gartner, curé d'Arch, qui prévoit une messe quotidienne à l'autel de saint Augustin. Au printemps 1399, Agnès, épouse de Nicolas Kesli, citoyen de Berne, instaure un douaire en faveur du frère Conrad Stadelhofer, douaire qui doit revenir à l'abbaye après sa mort et servir à célébrer sa fête. En 1416 et 1417, les églises dépendant de l'abbaye sont visitées par les envoyés du diocèse de Lausanne, notamment frère Jean d'Erlangen, à Mâche, frère Pierre, à Büttenberg, frère Nicolas à Saulcy, frère P. Fabri, à Bürglen, frère Johannes Herfellis, à Sutz, et frère Johannes Mellinger, à Chapelle. L'abbaye elle-même est exemptée de visite, par l'évêque diocésain. En 1453, les frères Imer Howen(s)chilt, à Saulcy, Jean Brab, à Büttenberg, Jean Eichlenberg, à Mâche, Jean Mynft, à Bürglen, Nicolas Krebs, à Sutz, et Johannes Fischer (Piscatoris), à Choufaille, reçoivent la visite de la commission diocésaine. À cette époque, le seul curé à demeurer à Gottstatt est frère Jean Brab, prieur de l'abbaye, qui a aussi la charge de l'église de Gottstatt. Les bâtiments sont restaurés et l'abbaye atteint son extension maximale sous l'abbé Konrad Meyer (1504-1514).

### La Réforme
En janvier 1528, durant la Réforme, le monastère est aboli. Au côté de l'abbé Konrad Schilling, le monastère compte sept moines : Wolfgang Silberysen (curé de Mâche), Hans Brenner (curé de Sutz), Niklaus Reinhard, Peter Messerschmid, Gerold Aregger (curé de Dotzingen), Beat Trachsel (curé de Büttenberg) et Jakob Meyer,,,. Le dernier abbé, Konrad Schilling, est un partisan de la Réforme (il est un des quatre présidents de la disputatio qui a lieu à Berne, en janvier 1528). Le 17 avril 1528, il est nommé pasteur de Gottstatt. L'église de l'abbaye devient église paroissiale et les bâtiments de l'abbaye sont convertis en habitations pour la paroisse. Les biens et droits de Gottstatt reviennent à la ville de Berne et sont gérés par un intendant, le bailli. Konrad Schilling occupe ce poste jusqu'en 1530, cédant le poste de pasteur à Beat Trachsel, un ancien moine de Gottstatt, qui est alors pasteur de Büttenberg, depuis 1527. En 1780, Guillaume-Bernhard de Muralt est nommé bailli. Le monastère est vendu à des particuliers en 1803. Depuis 1965, la congrégation réformée acquiert progressivement des sections de l'ancien monastère. Pendant quelque temps, Georg Simon Ohm y a enseigné.

## L'abbaye dans l'ordre des Prémontrés
L'abbaye de Gottstatt est dédiée à la Vierge Marie et rattachée au diocèse de Lausanne. C'est le seul établissement germanophone des Prémontrés dans la circarie (province) de Bourgogne. C'est aussi la dernière abbaye des Prémontrés créée sur le territoire de l'actuelle Suisse. Dès l'origine, une école lui est rattachée. Aucun noble ne figure parmi les vingt-deux abbés connus. Selon les volontés du comte Rodolphe IV de Nidau, l'abbaye comporte, en 1375, douze chanoines chargés de célébrer une messe quotidienne à la mémoire du comte.
L'abbaye possède de nombreuses terres dans le Seeland, dans les seigneuries de Nidau et de Strassberg, notamment une seigneurie foncière presque d'un seul tenant à Scheuren, des vignes à Vigneules (Gottstatterhaus), des maisons à Bienne, Sutz, Chapelle, Büren, Nidau et Berne. Des traités de combourgeoisie sont signés avec Nidau, Berne et Soleure. Dès sa fondation, l'abbaye possède la paroisse de Gottstatt, comprenant Orpond, Safneren et Scheuren, ainsi que les droits de patronage sur Bürglen (dont dépend Nidau jusqu'en 1482) et Chapelle, puis sur Büttenberg (don du chevalier Ulric de Schwanden, en 1258), Sutz (1289), Mâche (1305), Dotzigen, Choufaille (1357), Saulcy et Arch (1375).

## Bâtiments
Parmi les bâtiments conservés de l'abbaye de Gottstatt, il y a le cloître, la salle capitulaire et l'église, devenue temple de la paroisse protestante. Seul le mur sud de l'église, en 1991, et une petite partie du bâtiment oriental du monastère, en 1995, ont fait l'objet de fouilles. L'église peut être datée du XIVe siècle, mais il n'est pas possible d'être plus précis sur sa date d'achèvement,. Aucune trace des tombes des comtes de Neuchâtel-Nidau n'a été retrouvée. Cela peut être dû à la destruction du chœur et du transept après la Réforme,.

## Accès
Gottstatt se trouve sur la route 8, entre Orpond et Scheuren.